# От заката до рассвета (телесериал)
«От заката до рассвета» (англ. From Dusk Till Dawn: The Series) — американский хоррор-телесериал, созданный Робертом Родригесом. Сериал является частью франшизы, состоящей из фильма, кинокартин direct-to-video, комикса и культа, созданного вокруг «От заката до рассвета». Сюжетные линии расширены и завязаны вокруг братьев-преступников Сета и Ричи Гекко, семьи Фуллеров и Сантанико Пандемониум. Премьера сериала состоялась 11 марта 2014 года на недавно запущенном Родригесом телеканале El Rey. Вне США и Латинской Америки сериал показывается сервисом Netflix, как оригинальный.
«От заката до рассвета» спродюсирован компанией FactoryMade Ventures в сотрудничестве с Miramax, а исполнительным продюсером выступил Роберт Родригес.
В сериал добавлены новые персонажи и предыстории, а также существа мезоамериканской мифологии.
26 марта 2014 года сериал был продлён на 10-серийный второй сезон. 26 октября 2015 года Роберт Родригес сообщил о продлении сериала на третий сезон.

## Сюжет
Сет Гекко и его жестокий, непредсказуемый брат Ричард «Ричи» Гекко разыскиваются ФБР и техасским рейнджером Фредди Гонсалесом за ограбление, в ходе которого они убили нескольких человек, включая офицера и наставника Гонсалеса техасского шерифа Эрла Макгроу. На пересечении мексиканской границы и преследуемые Гонсалесом, братья Гекко захватывают фургон с бывшим священником Джейкобом Фуллером и его семьёй. Наркобарон Дон Карлос перенаправляет их в стрип-клуб «Кручёные сиськи», населённый упырями и кровососами, в котором они будут вынуждены сражаться за свои жизни до рассвета.

## Отличия от первоисточника
Хотя сюжет сериала во многом и напоминает сюжет киноленты «От заката до рассвета», но имеет ряд дополнений и поправок в основной сюжетной линии. Так например, присутствуют персонажи, которые не были представлены в фильме 1996.
- Как напарник шерифа Эрла Макгроу, в сюжет был вписан оригинальный персонаж — техасский рейнджер Фредди Гонсалес, который следовал по пятам братьев Гекко, чтобы отомстить за смерть напарника в придорожном магазине, но после вступает в бой на их стороне против вампиров и даже отпускает их.
- В сериале, в отличие от оригинального фильма, более глубоко и подробно описаны биографии основных персонажей. В частности, становится известно, что отец братьев Гекко был запойным пьяницей и был убит Ричи (пока отец был пьян, мальчик сжег его на диване), что жена священника Джейкоба, Дженнифер, погибла в автокатастрофе из-за приступа безумия и т. д.
- Совершенно иначе в сериале трактуется биография самой Сантанико Пандемониум («Королевы Тьмы»). Если в фильме «От заката до рассвета 3: Дочь палача» рассказывается, что Сантанико была девушкой по имени Эсмеральда, ребёнком королевы вампиров Кикслы и смертного — палача Маурицио, то в сериале она представлена, как жрица майя, которую принесли в жертву, чтобы получить свою «королеву», а после стала приманкой для будущей «еды» Змеиных Лордов.
- Иначе представлен персонаж Карлоса Мадригала. Если в фильме это просто мексиканский бандит, помогающий преступникам из Америки переправиться в город Эль-Рей, то в сериале он был испанским конкистадором, который влюбился в Сантанико и заманил свою команду на съедение вампирам, после став тем, кто заманивает людей в храм, якобы для переправки в Эль-Рэй, которого на самом деле нет.
- В сериале Ричи Гекко не был убит собственным братом Сетом в ходе превращения в вурдалака, как в фильме, а принимает решение остаться бессмертным после укуса вампира, хотя фраза Сета про «покой в смерти, которого не было при жизни» осталась.
- Фрост не принимает активного участия сразу после атаки вампиров, и не является посетителем бара, как в фильме, а долгое время «отшельничал» в «глубине» этого ада. Символическое оружие, вроде огромного заостренного кола, Фрост сам отдает главным героям, предложив им, как «альтернативу» — быструю смерть. Кроме того, в сериале он представлен, как ветеран войны в Персидском Заливе, а не Вьетнамской войны. Фрост поначалу наотрез отказывается помогать главным героям в борьбе с вампирами, но в конце концов героически погибает, прикрывая отход Сета, Джейкоба и остальных выживших людей, взорвав самого себя и с полдесятка вампиров, что идет вразрез с сюжетом первоисточника, где Фрост сам оказывается зараженным вампиром, и в конце концов был убит Джейкобом.
- Скотт Фуллер — сын священника Джейкоба и брат Кейт в сериале успевает стать вампиром (был превращен Карлосом), в фильме сестра убивает Скотта из сострадания.
- Священник Джейкоб в сериале был убит самой Кейт, после того, как его укусили. Но в отличие от первоисточника священник так и не успевает превратиться в вампира, а просит Кейт убить его, чтобы не произошло непоправимое. В фильме Джейкоб оказывается заражен «Секс-машиной». Впоследствии Джейкоб сам превращается в настоящего вампира, заражает Скотта, и в конце концов оказывается убит собственным сыном .
- Одно из отличий от первоисточника — сходство вурдалаков в сериале со змеями, нежели с летучими мышами-вампирами.
- Байкер по кличке «Секс-машина» появляется в обеих версиях, но в сериале он представлен как профессор. Если в фильме была известна лишь его кличка, то в сериале становится известно его настоящее имя — Эйдан Таннер.

## В ролях
| Актёр              | Роль                                 |
| ------------------ | ------------------------------------ |
| Ди Джей Котрона    | Сет Гекко                            |
| Зейн Холц          | Ричи Гекко                           |
| Эйса Гонсалес      | Сантанико Пандемониум                |
| Джесси Гарсия      | шериф Фредди Гонсалес                |
| Роберт Патрик      | Джейкоб Фуллер                       |
| Мэдисон Девенпорт  | Кейт Фуллер дочь Джейкоба            |
| Брэндон Су Ху      | Скотт Фуллер приёмный сын Джейкоба   |
| Уилмер Вальдеррама | Карлос Мадригал                      |
| Джэйк Бьюзи        | профессор Эйдан «Секс-машина» Таннер |
| Дон Джонсон        | шериф Эрл МакГроу                    |
| Дэнни Трехо        | вампир "Регулятор"                   |
| Джефф Фэйи         | Эдди Гекко дядя Сета и Ричи          |
| Джеймс Ремар       | отец Сета и Ричи Гекко               |
| Том Савини         | Берт охотник на вампиров (3 сезон)   |

## Производство
«От заката до рассвета» — первый оригинальный телесериал, показанный на запущенном Робертом Родригесом канале El Rey Network. Создатель сериала Родригес, снявший несколько серий, включая пилотную, сказал: «Оригинальный фильм это один из моих любимых, над которыми я работал вместе с Квентином (Тарантино), и тот, о котором нас больше всего спрашивают по сей день». Он добавил: «В нём было столько всего, над чем мне хотелось поработать, но не получалось. И я начал всё глубже погружаться в мезоамериканскую мифологию, включая ацтеков и майя, и где, могли бы существовать вампиры, и нашёл уникальный материал».

## Сезоны
| Сезон | Сезон | Эпизоды | Оригинальная дата показа | Оригинальная дата показа |
| Сезон | Сезон | Эпизоды | Премьера сезона          | Финал сезона             |
| ----- | ----- | ------- | ------------------------ | ------------------------ |
|       | 1     | 10      | 11 марта 2014            | 20 мая 2014              |
|       | 2     | 10      | 25 августа 2015          | 27 октября 2015          |
|       | 3     | 10      | 6 сентября 2016          | 1 ноября 2016            |

## Эпизоды

### Сезон 1(2014)
| № общий | № в сезоне | Название                                    | Режиссёр        | Автор сценария           | Дата премьеры  |
| ------- | ---------- | ------------------------------------------- | --------------- | ------------------------ | -------------- |
| 1       | 1          | «Пилот» «Pilot»                             | Роберт Родригес | Роберт Родригес          | 11 марта 2014  |
| 2       | 2          | «Обширное кровотечение» «Blood Runs Thick»  | Роберт Родригес | Диего Гутье́ррес          | 18 марта 2014  |
| 3       | 3          | «Госпожа» «Mistress»                        | Эдуардо Санчес  | Карлос Кото              | 25 марта 2014  |
| 4       | 4          | «Пора идти» «Let's Get Ramblin»             | Роберт Родригес | Марсель Родригес         | 1 апреля 2014  |
| 5       | 5          | «Замкнутый» «Self-Contained»                | Джо Менендес    | Мэтт Морган и Иан Собель | 8 апреля 2014  |
| 6       | 6          | «Место мертвых дорог» «Place of Dead Roads» | Дуайт Литтл     | Альваро Родригес         | 15 апреля 2014 |
| 7       | 7          | «Пандемониум» «Pandemonium»                 | Роберт Родригес | Диего Гутьеррес          | 29 апреля 2014 |
| 8       | 8          | «Покорение» «La Conquista»                  | Феде Альварес   | Марсель Родригес         | 6 мая 2014     |
| 9       | 9          | «Взломщик» «Boxman»                         | Ник Копус       | Мэтт Морган и Иан Собель | 13 мая 2014    |
| 10      | 10         | «Куш» «The Take»                            | Дуайт Литтл     | Карлос Кото              | 20 мая 2014    |

### Сезон 2(2015)
| № общий | № в сезоне | Название                                                                                  | Режиссёр         | Автор сценария                      | Дата премьеры    |
| ------- | ---------- | ----------------------------------------------------------------------------------------- | ---------------- | ----------------------------------- | ---------------- |
| 11      | 1          | «Ночная премьера» «Opening Night»                                                         | Роберт Родригес  | Альваро Родригес                    | 25 августа 2015  |
| 12      | 2          | «В тёмное время» «In a Dark Time»                                                         | Эдуардо Санчес   | Альваро Родригес и Карлос Кото      | 1 сентября 2015  |
| 13      | 3          | «Нападение 15-метровой Секс-машины» «Attack of the 50 Ft. Sex Machine»                    | Алехандро Бругес | Марсель Родригес                    | 8 сентября 2015  |
| 14      | 4          | «Лучший домик ужасов в Техасе» «The Best Little Horror House in Texas»                    | Джо Менендес     | Мэтт Морган и Иан Собель            | 15 сентября 2015 |
| 15      | 5          | «Рабство» «Bondage»                                                                       | Джо Менендес     | Луиза Лесчин                        | 22 сентября 2015 |
| 16      | 6          | «Странные сказки» «Bizarre Tales»                                                         | Карлос Кото      | Карлос Кото                         | 29 сентября 2015 |
| 17      | 7          | «Принесите мне голову Сантанико Пандемониум» «Bring Me the Head of Santanico Pandemonium» | Дуайт Литтл      | Диего Гутьеррес                     | 6 октября 2015   |
| 18      | 8          | «Последнее искушение Ричарда Гекко» «The Last Temptation of Richard Gecko»                | Эдуардо Санчес   | Альваро Родригес и Марсель Родригес | 13 октября 2015  |
| 19      | 9          | «Будет кровь» «There Will Be Blood»                                                       | Джо Менендес     | Мэтт Морган и Иан Собель            | 20 октября 2015  |
| 20      | 10         | «Святая кровь» «Santa Sangre»                                                             | Роберт Родригес  | Диего Гутьеррес                     | 27 октября 2015  |

### Сезон 3(2016)
| № общий | № в сезоне | Название                                       | Режиссёр         | Автор сценария           | Дата премьеры    |
| ------- | ---------- | ---------------------------------------------- | ---------------- | ------------------------ | ---------------- |
| 21      | 1          | «Игры разума» «Head Games»                     | Дуайт Литтл      | Карлос Кото              | 6 сентября 2016  |
| 22      | 2          | «Королева» «La Reina»                          | Роберт Родригес  | Диего Гутьеррес          | 6 сентября 2016  |
| 23      | 3          | «Служить и защищать» «Protect and Serve»       | Алехандро Бругес | Мэтт Морган и Иан Собель | 13 сентября 2016 |
| 24      | 4          | «Фанглориус» «Fanglorious»                     | Эгиль Эгилссон   | Марсель Родригес         | 20 сентября 2016 |
| 25      | 5          | «Шейди-Глен» «Shady Glen»                      | Эдуардо Санчес   | Сара Уайз                | 27 сентября 2016 |
| 26      | 6          | «Смирительная рубашка» «Straitjacket»          | Ребекка Родригес | Фернанда Коппель         | 4 октября 2016   |
| 27      | 7          | «Ла Йорона» «La Llorona»                       | Диего Гутьеррес  | Диего Гутьеррес          | 11 октября 2016  |
| 28      | 8          | «Рио Сангре» «Rio Sangre»                      | Эгиль Эгилссон   | Карлос Кото              | 18 октября 2016  |
| 29      | 9          | «Матансас» «Matanzas»                          | Джо Менендес     | Марсель Родригес         | 25 октября 2016  |
| 30      | 10         | «Тёмная сторона солнца» «Dark Side of the Sun» | Джо Менендес     | Мэтт Морган и Иан Собель | 1 ноября 2016    |

## Критика
«От заката до рассвета» получил в основном положительные отзывы кинокритиков. На сайте-агрегаторе рецензий Metacritic первый сезон получил «удовлетворительную» оценку 62 балла из 100 на основе 9 рецензий. На другом сайте-агрегаторе рецензий Rotten Tomatoes у сериала 78 % положительных рецензий, а средний рейтинг составляет 6,6 балла из 10 на основе 9 рецензий. Сериал занял первое место в списке обязательных к просмотру, составленном журналом Entertainment Weekly, а также был назван The Hollywood Reporter одним из лучших новых фантастических сериалов. Обозреватель Егор Москвитин (интернет-издание «Газета.Ru») положительно оценил сериал, однако выразил опасение по поводу его продолжения. Другой обозреватель Максим Сухагузов (журнал «GQ Россия») оценил продукт, как вторичный по сравнению с оригинальным фильмом, но в целом одобрив дополнения известного сюжета.